# Fernando Goñi Erice
Fernando Goñi Erice (Esteribar, 1973), més conegut com a Goñi III, és un jugador professional de pilota basca a mà, en què ocupa la posició de rest, en nòmina de l'empresa Aspe. Va debutar el 1988 al Frontó Labrit de Pamplona.

## Palmarès
- Campió per parelles, 2001, 2004, 2005 i 2009.